# 現物まがい商法
現物まがい商法（げんぶつまがいしょうほう）とは、商品を販売するが顧客に現物を渡さず、その商品の運用、管理、保管などを行うと称して、一定期間、預かり証等しか交付しない商法をいう。期間後、顧客は、その商品購入の価格以上の利益を得られるとされる。「ペーパー商法」「オーナー商法」とも呼ばれる。

## 概要
代表的な商品としては、貴金属、宝石、観音竹（観音竹商法）、和牛（和牛商法）などがある。
業者が本当に顧客との契約分の現物を購入して保管しているかどうか疑わしい悪徳商法もある。こうした業者は現物を確認したい客に事務所で見せるために所有している一部の現物（見せ金など）を保有しているケースもある。実際に現物を保管していないので破綻した場合、商品も出資金も返還されず、深刻な消費者被害を引き起こすことがある。
かつては「特定商品等の預託等取引契約に関する法律」により、商品を限定しての規制が行われていたが、同法が2021年に改正されて預託等取引に関する法律となり、（信託を除いて）物品の品目を問わず全面的に規制されることとなった

## 被害額上位の事件一覧
| 名称                                       | 商材             | 被害者数  | 被害額         | 摘発/破綻時期 |
| ------------------------------------------ | ---------------- | --------- | -------------- | ------------- |
| 安愚楽牧場                                 | 和牛預託商法     | 7万3356人 | 4207億6700万円 | 2011年8月     |
| 豊田商事                                   | 金               | 2万9000人 | 2025億円       | 1985年6月     |
| 茨城カントリークラブ(常陸観光開発株式会社) | ゴルフ会員権     | 5万2000人 | 1200億円       | 1992年        |
| ワールドオーシャンファーム                 | エビ養殖         | 3万5千人  | 849億円        | 2008年9月     |
| 投資ジャーナル                             | 株式             | 8000人    | 580億円        | 1985年        |
| 平成電電匿名組合                           | 出資金           | 1万9千人  | 500億円        | 2007年        |
| 近未來通信                                 | IP電話基地局投資 | 3000人    | 400億円        | 2006年11月    |
| ふるさと牧場(旧ふるさと共済牧場)           | 和牛預託商法     | 1万4千人  | 387億円        | 2008年11月    |
| 岡本倶楽部(岡本ホテルシステムズ)           | ホテル会員権     | 8000人    | 300億円        | 2010年5月26日 |